# Lychnis coronata
Lychnis coronata là loài thực vật có hoa thuộc họ Cẩm chướng. Loài này được Thunb. mô tả khoa học đầu tiên năm 1784.